# Albo d'oro della Targa Florio
Questo è l'Albo d'oro della Targa Florio, la famosa corsa automobilistica disputatasi in Sicilia, sulle Madonie, dal 1906 al 1977 per 61 volte.
| Indice 1906 · 1907 · 1908 · 1909 · 1910 · 1911 · 1912 · 1913 · 1914 · 1919 · 1920 · 1921 · 1922 · 1923 · 1924 · 1925 · 1926 · 1927 · 1928 · 1929 · 1930 · 1931 · 1932 · 1933 · 1934 · 1935 · 1936 · 1937 · 1938 · 1939 · 1940 · 1948 · 1949 · 1950 · 1951 · 1952 · 1953 · 1954 · 1955 · 1956 · 1957 · 1958 · 1959 · 1960 · 1961 · 1962 · 1963 · 1964 · 1965 · 1966 · 1967 · 1968 · 1969 · 1970 · 1971 · 1972 · 1973 · 1974 · 1975 · 1976 · 1977 |

## 1906
I Targa Florio

Data: 6 maggio 1906

Circuito: Grande circuito delle Madonie (km 148,823 × 3 giri = km 446,469)

Classifica:

1º Alessandro Cagno - Itala 35/40 HP (7964 cm³) - 9h 32' 22" - km/h 46,802
2º Ettore Graziani - Itala 35/40 HP (7964 cm³) - 10h 05' 32" 1/5 - km/h 44,238
3º Paul Bablot - Berliet 24/40 HP (6333 cm³) - 10h 20' 05" 1/5 - km/h 43,200
Giro più veloce: Alessandro Cagno - Itala 35/40 HP (7964 cm³) - 2h 50' 10" - km/h 52,474

## 1907
II Targa Florio

Data: 21 aprile 1907

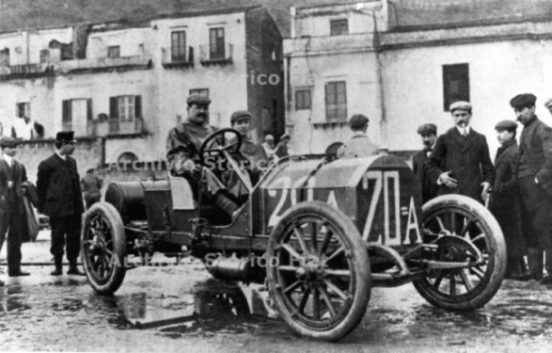
Circuito di Brescia, Vincenzo Lancia alla Targa Florio su Fiat 28-40 HP Corsa, 1907

Circuito: Grande circuito delle Madonie (km 148,823 × 3 giri = km 446,469)

Classifica:

1º Felice Nazzaro - Fiat 28/40 HP (7363 cm³) - 8h 17' 36" 2/5 - km/h 53,833 (nuova media record sulla distanza)
2º Vincenzo Lancia - Fiat 28/40 HP (7363 cm³) - 8h 29' 29" 2/5 - km/h 52,578
3º Maurice Fabry - Itala 35/45 HP (7433 cm³) - 8h 32' 47" 3/5 - km/h 52,239
Giro più veloce: Vincenzo Lancia - Fiat 28/40 HP (7363 cm³) - 2h 43' 08" 3/5 - km/h 54,733 (nuovo record sul giro)

## 1908
III Targa Florio

Data: 18 maggio 1908

Circuito: Grande circuito delle Madonie (km 148,823 × 3 giri = km 446,469)

Classifica:

1º Vincenzo Trucco - Isotta-Fraschini 50 HP (7964 cm³) - 7h 49' 26" 3/5 - km/h 57,063 (nuova media record sulla distanza; resterà la migliore prestazione sulla distanza su questo circuito)
2º Vincenzo Lancia - Fiat Mod. NB.4/130.8/50 HP (7433 cm³) - 8h 02' 41" 2/5 - km/h 55,497
3º Ernesto Ceirano - SPA 28/40 HP (7785 cm³) - 8h 09' 13" 1/5 - km/h 54,756
Giro più veloce: Felice Nazzaro - Fiat Mod. NB.4/130.8/50 HP (7433 cm³) - 2h 33' 03" - km/h 58,342 (nuovo record; resterà la migliore prestazione sul giro per questo circuito)

## 1909
IV Targa Florio

Data: 2 maggio 1909

Circuito: Grande circuito delle Madonie (km 148,823 × 1 giro = km 148,823)

Classifica:
1º Francesco Ciuppa - SPA 28/40 HP speciale (7785 cm³) - 2h 43 min 19" 1/5 - km/h 54,674
2º Vincenzo Florio jr - Fiat - 2h 44 min 19" 1/5 - km/h 54,341
3º Guido Airoldi - Lancia Beta-15/20HP - 2 h 55 min 25 s - km/h 50,903
Giro più veloce: Francesco Ciuppa - SPA 28/40 HP speciale (7785 cm³) - 2h 43 min 19" 1/5 - km/h 54,674 (da notare che la corsa si è disputata su un solo giro).

## 1910
- 1910 (15 maggio / V edizione / Grande circuito Madonie / km 148,823 × 2 giri / km 297,646)

1º Tullio Cariolato - Franco 35/50 HP (4942 cm³) - 6 h 20 min 47,2 s/5 - km/h 46,899
2º L. De Prosperis - Sigma 8/11 HP (1593 cm³) - 8h 02 min 39,1 s/5 - km/h 37,001
Soltanto due concorrenti (su 5 partiti) portano a compimento i due giri della gara.
Giro più veloce: Tullio Cariolato - Franco 35/50 HP (4942 cm³) - 2h 59 min 59 s - km/h 49,612

## 1911
- 1911 (14 maggio / VI edizione / Grande circuito Madonie / km 148,823 × 3 giri / km 446,469)

1º Ernesto Ceirano - SCAT 22/32 HP (4398 cm³) - 9h 32 min 22,2 s/5 - km/h 46,801
2º Mario Cortese -  Lancia - 9h 58 min 20,2 s/5 - km/h 44,770
3º Basilio Soldatenkoff -  Mercedes-Benz - 10h 23 min 23,2 s/5 - km/h 42,971
Giro più veloce: Mario Cortese - Lancia - 2h 55 min 43,1 s/5 - km/h 50,815

## 1912
- 1912 (25 e 26 maggio / VII edizione / :1º Giro di Sicilia / km 979,000 non frazionati)

1º Cyril Snipe / Pedrini - SCAT 25/35 HP (4712 cm³) - 23h37'19"1/5 - km/h 41,444
2º Agostino Garetto/Ernesto Guglielminetti - Lancia - 25h07'38"3/5
3º Giuseppe Giordano/ Ascone - Fiat - 25h41'04"3/5

## 1913
- 1913 (11 e 12 maggio / VIII edizione / :2º Giro di Sicilia / km 1050,000 in due tappe)

1º Felice Nazzaro - Nazzaro 4 cilindri (4398 cm³) - 19h18'40"3/5 - km/h 54,372
2º Gigi Marsaglia - Aquila Italiana - 20h43'49"1/5 - km/h 50,650
3º Alberto Marani[*] - De Vecchi 25/35 HP (5702 cm³) - 21h44'03"1/5 - km/h 48,310
[*] Alberto Marani corre sotto lo pseudonimo di "Gloria"

## 1914
- 1914 (24 e 25 maggio / IX edizione / :3º Giro di Sicilia / km 1050,000 in due tappe)

1º Ernesto Ceirano - SCAT 22/32 HP (4398 cm³) - 16h51'31"3/5 - km/h 62,282 (nuovo record per il Giro di Sicilia; resterà la migliore prestazione sulla distanza, sul percorso di 1050 km)
2º Alberto Marani[*] - De Vecchi 25/35 HP (5702 cm³) - 18h41'54"4/5 - km/h 56,154
[*] Alberto Marani corre sotto lo pseudonimo di "Gloria"
3º Luigi Lopez -  Fiat - 19h45'26" - km/h 53,145
- 1915: Corsa non indetta a causa della prima guerra mondiale
- 1916: Corsa non indetta a causa della prima guerra mondiale
- 1917: Corsa non indetta a causa della prima guerra mondiale
- 1918: Corsa non indetta a causa della prima guerra mondiale

## 1919
- 1919 (23 novembre / X edizione / Medio circuito Madonie / km 108,000 × 4 giri / km 432,000)

1º André Boillot - Peugeot L25 (2474 cm³) - 7h51'01"4/5 - km/h 55,028
2º Antonio Moriondo - Itala 35 HP avalve (5195 cm³) - 8h21'46" - km/h 51,657
3º Domenico Gamboni - Diatto 4.DC/20/25 HP (2724 cm³) - 8h33'28"2/5 - km/h 50,479
Giro più veloce: André Boillot - Peugeot L25 (2474 cm³) - 1h54'26"2/5 - km/h 56,623

## 1920
- 1920 (24 ottobre / XI edizione / Medio circuito Madonie / km 108,000 × 4 giri / km 432,000)

1º Guido Meregalli - Nazzaro tipo Gran Premio modificata (4441 cm³) - 8h27'23"4/5 - km/h 51,084
2º Enzo Ferrari - Alfa Romeo 40/60 HP (6082 cm³) - 8h35'47"3/5 - km/h 50,252
3º Luigi Lopez - Darracq 16 HP - 9h19'25"2/5 - km/h 46,333
Giro più veloce: Enzo Ferrari - Alfa Romeo 40/60 HP (6082 cm³) - 2h05'39"3/5 - km/h 51,567

## 1921
- 1921 (29 maggio / XII edizione / Medio circuito Madonie / km 108,000 × 4 giri / km 432,000)

1º Giulio Masetti - Fiat S57.14B (4492 cm³) - 7h25'05"2/5 - km/h 58,235 (nuova media record sulla distanza)
2º Max Sailer - Mercedes 28/95 PS (7274 cm³) - 7h27'16"1/5 - km/h 57,951
3º Giuseppe Campari - Alfa Romeo 40/60 HP (6082 cm³) - 7h30'04"3/5 - km/h 57,590
Giro più veloce: Max Sailer - Mercedes 28/95 PS (7274 cm³) - 1h47'06" - km/h 60,504 (nuovo record sul giro)

## 1922
- 1922 (2 aprile / XIII edizione / Medio circuito Madonie / km 108,000 × 4 giri / km 432,000)

1º Giulio Masetti - Mercedes Mod. Grand Prix 1914 (4456 cm³) - 6h50'50"2/5 - km/h 63,090 (nuova media record sulla distanza)
2º Jules Goux - Ballot 2LS (1995 cm³) - 6h52'37"3/5 - km/h 62,817
3º Giulio Foresti - Ballot 2LS  (1995 cm³) - 7h04'58"1/5 - km/h 60,992
Giro più veloce: Giulio Masetti - Mercedes Mod. Grand Prix 1914 (4456 cm³) - 1h37'37"4/5 - km/h 66,373 (nuovo record sul giro)

## 1923
- 1923 (15 aprile / XIV edizione / Medio circuito Madonie / km 108,000 × 4 giri / km 432,000)

1º Ugo Sivocci - Alfa Romeo RLS 3200 (3154 cm³) - 7h18'00"1/5 - km/h 59,177
2º Antonio Ascari - Alfa Romeo RLS 3000 (2994 cm³) - 7h20'52"2/5 - km/h 58,792
3º Ferdinando Minoia - Steyr 6 cilindri 4000 - 7h32'40"2/5 - km/h 57,259
Giro più veloce: Antonio Ascari - Alfa Romeo RLS 3000 (2994 cm³) - 1h41'10"4/5 - km/h 64,044

## 1924
- 1924 (27 aprile / XV edizione / Medio circuito Madonie / km 108,000 × 4 giri / km 432,000)

1º Christian Werner-Mercedes 2000 "Tipo Indy" (1986 cm³) - 6h32'37"2/5 - km/h 66,017 (nuova media record sulla distanza)
2º Giulio Masetti- Alfa Romeo RLS 3600 (3620 cm³) - 6h41'04"1/5 - km/h 64,627
3º Pietro Bordino - Fiat 501 SS speciale/compressore 1500 - 6h46'34" - km/h 63,753
Giro più veloce: Christian Werner-Mercedes 2000 "Tipo Indy" (1986 cm³) - 1h34'59"4/5 - km/h 68,212 (nuovo record sul giro)

## 1925
- 1925 (3 maggio / XVI edizione / Medio circuito Madonie / km 108,000 × 5 giri / km 540,000)

1º Meo Costantini - Bugatti 35 (1991 cm³) - 7h32'27"1/5 - km/h 71,609 (nuova media record sulla distanza)
2º Louis Wagner - Peugeot 174 S avalve 4000 - 7h37'20" - km/h 70,845
3º André Boillot - Peugeot 174 S avalve 4000 - 7h40'33" - km/h 70,350
Giro più veloce: Meo Costantini - Bugatti 35 (1991 cm³) - 1h28'37" - km/h 73,123 (nuovo record sul giro)

## 1926
- 1926 (25 aprile / XVII edizione / Medio circuito Madonie / km 108,000 × 5 giri / km 540,000)

1º Meo Costantini - Bugatti 35 / 2300 (2292 cm³) - 7h20'45" - km/h 73,511 (nuova media record sulla distanza)
2º Ferdinando Minoia - Bugatti 35 / 2300 (2292 cm³) - 7h30'49" - km/h 71,869
3º Jules Goux - Bugatti 35 / 2300 (2292 cm³) - 7h35'56"2/5 - km/h 71,061
Giro più veloce: Meo Costantini - Bugatti 35 / 2300 (2292 cm³) 1h26'00" - km/h 75,348 (nuovo record sul giro)

## 1927
- 1927 (24 aprile / XVIII edizione / Medio circuito Madonie / km 108,000 × 5 giri / km 540,000)

1º Emilio Materassi - Bugatti 35 C (1991 cm³) - 7h35'55"2/5 - km/h 71,064
2º Caberto Conelli - Bugatti 37 A (1496 cm³) - 7h39'06" - km/h 70,572
3º Alfieri Maserati - Maserati 26 B (1981 cm³) - 8h01'36" - km/h 67,275
Giro più veloce: Emilio Materassi - Bugatti 35 C (1991 cm³) - 1h25'48" - km/h 75,524 (nuovo record sul giro)

## 1928
- 1928 (6 maggio / XIX edizione / Medio circuito Madonie / km 108,000 × 5 giri / km 540,000)

1º Albert Divo - Bugatti 35 B (2261 cm³) - 7h20'56"3/5 - km/h 73,478
2º Giuseppe Campari - Alfa Romeo 6C 1500 MMS (1487 cm³)- 7h22'33"3/5 - km/h 73.210
3º Caberto Conelli - Bugatti 37 A (1496 cm³) - 7h22'50" - km/h 73,165
Giro più veloce: Louis Chiron - Bugatti 35 C (1991 cm³) - 1h26'29" - km/h 74,927

## 1929
- 1929 (5 maggio / XX edizione / Medio circuito Madonie / km 108,000 × 5 giri / km 540,000)

1º Albert Divo - Bugatti 35 C (1991 cm³) - 7h15'41" - km/h 74,365 (nuova media record sulla distanza)
2º Ferdinando Minoia - Bugatti 35 C (1991 cm³) - 7h17'43"4/5 - km/h 74,018
3º Gastone Brilli Peri - Alfa Romeo 6c 1750 Super Sport (1752 cm³) - 7h23'52" - km/h 72,994
Giro più veloce: Ferdinando Minoia - Bugatti 35 C (1991 cm³) - 1h25'17" - km/h 75,982 (nuovo record sul giro)

## 1930
- 1930 (4 maggio / XXI edizione / Medio circuito Madonie / km 108,000 × 5 giri / km 540,000)

1º Achille Varzi - Alfa Romeo P2 / 1930 (1987 cm³) - 6h55'17" - km/h 78,019 (nuova media record sulla distanza; resterà la migliore prestazione sulla distanza, sul Medio circuito delle Madonie di km 108,000)
2º Louis Chiron - Bugatti 35 B (2261 cm³) - 6h57'05"3/5 - km/h 77,680
3º Caberto Conelli - Bugatti 35 B (2261 cm³) - 7h03'13" - km/h 76,556
Giro più veloce: Achille Varzi - Alfa Romeo P2 / 1930 (1987 cm³) - 1h21'21"3/5 - km/h 79,646 (nuovo record sul giro; resterà la migliore prestazione sul giro per il Medio circuito delle Madonie di km 108,000)

## 1931
- 1931 (10 maggio / XXII edizione / Grande circuito Madonie / km 146,000 × 4 giri / km 584,000)

1º Tazio Nuvolari - Alfa Romeo 8C 2300 (2336 cm³) - 9h00'27" - km/h 64,834 (poiché il circuito utilizzato in questa occasione, di km 146,000, non ospiterà più alcuna Targa Florio, la prestazione di Tazio Nuvolari rimarrà imbattuta)
2º Mario Umberto Borzacchini - Alfa Romeo 6c 1750 Gran Sport (1752 cm³) - 9h02'44" - km/h 64,562
3º Achille Varzi - Bugatti 51 (2261 cm³) - 9h07'53" - km/h 63,955
Giro più veloce: Achille Varzi - Bugatti 51 (2261 cm³) - 2h03'54"4/5 - km/h 70,694 (poiché il circuito utilizzato in questa occasione, di km 108,000, non ospiterà più alcuna Targa Florio, la prestazione di Achille Varzi rimarrà imbattuta)

## 1932
- 1932 (8 maggio / XXIII edizione / Piccolo circuito Madonie / km 72,000 × 8 giri / km 576,000)

1º Tazio Nuvolari - Alfa Romeo 8c 2300 Monza (2336 cm³) - 7h15'50"3/5 - km/h 79,294
2º Mario Umberto Borzacchini - Alfa Romeo 8c 2300 Monza (2336 cm³) - 7h21'29"4/5 - km/h 78,279
3º Louis Chiron/Achille Varzi[*] - Bugatti 51 (2261 cm³) - 7h35'20"3/5 - km/h 75,898
[*] Al termine del 5º giro, Louis Chiron, sofferente per una ustione ad un piede, cede la guida della sua Bugatti al compagno di squadra Varzi, che in precedenza era stato costretto al ritiro.
Giro più veloce: Tazio Nuvolari - Alfa Romeo 8c 2300 Monza (2336 cm³) - 52'56"3/5 - km/h 81,596

## 1933
- 1933 (28 maggio / XXIV edizione / Piccolo circuito Madonie / km 72,000 × 7 giri / km 504,000)

1º Antonio Brivio - Alfa Romeo 8c 2300 Monza (2336 cm³) - 6h35'06"1/5 - km/h 76,536
2º Renato Balestrero - Alfa Romeo 8c 2300 (2336 cm³) - 6h55'52"3/5 - km/h 72,713
3º Guglielmo Carraroli - Alfa Romeo 8c 2300 Monza (2336 cm³) - 7h07'45" - km/h 70,695
Giro più veloce: Mario Umberto Borzacchini - Alfa Romeo 8c 2600 Monza (2557 cm³) - 54'11" - km/h 79,729

## 1934
- 1934 (20 maggio / XXV edizione / Piccolo circuito Madonie / km 72,000 × 6 giri / km 432,000)

1º Achille Varzi - Alfa Romeo Tipo B.P3/2900 (2905 cm³) - 6h14'26"4/5 - km/h 69,222
2º Nando Barbieri - Alfa Romeo 8c 2600 Monza (2557 cm³) - 6h27'14"1/5 - km/h 66,935
3º Costantino Magistri - Alfa Romeo 6c 1750 Gran Sport (1752 cm³) - 6h40'02"3/5 - km/h 64,792
Giro più veloce: Pietro Ghersi - Alfa Romeo Tipo B.P3/2700 (2655 cm³) - 58'40" - km/h 73,636

## 1935
- 1935 (28 aprile / XXVI edizione / Piccolo circuito Madonie / km 72,000 × 6 giri / km 432,000)

1º Antonio Brivio - Alfa Romeo Tipo B.P3/2900 (2905 cm³) - 5h27'29" - km/h 79,149
2º Louis Chiron - Alfa Romeo Tipo B.P3/3200 (3167 cm³) - 5h34'21"3/5 - km/h 77,521
3º Ferdinando Barbieri - Maserati 4 CM 1500 (1496 cm³) - 5h45'57"3/5 - km/h 74,921
Giro più veloce: Antonio Brivio - Alfa Romeo Tipo B.P3/2900 (2905 cm³) - 53'59"3/5 - km/h 80,009

## 1936
- 1936 (20 dicembre / XXVII edizione / Piccolo circuito Madonie / km 72,000 × 2 giri / km 144,000 / Gara riservata alle vetture appartenenti alla Categoria Nazionale Vetture da Turismo)

1º Costantino Magistri - Lancia Augusta (1196 cm³) - 2h08'47"1/5 - km/h 67,087
2º Salvatore Di Pietro - Lancia Augusta (1196 cm³) - 2h14'25"4/5 - km/h 64,271
3º "Gladio" - Lancia Augusta (1196 cm³) - 2h17'21" - km/h 62,904
Giro più veloce: Costantino Magistri - Lancia Augusta (1196 cm³) - 1h04'17"3/5 - km/h 67,192

## 1937
- 1937 (23 maggio / XXVIII edizione / Palermo, circuito all'interno del Parco della Favorita / km 5,260 × 60 giri / km 315,600)

1º Francesco Severi - Maserati 6 CM monoposto(1493 cm³) - 2h55'49" - km/h 107,703 (poiché il circuito utilizzato in questa occasione, di km 5,260, sarà successivamente modificato, la prestazione di Francesco Severi rimarrà imbattuta)
2º Giovanni Lurani - Maserati 4 CM 1100 monoposto(1088 cm³) - 2h57'28"3/5 (a 2 giri) - km/h 103,139
3º Ettore Bianco - Maserati 6 CM monoposto (1493 cm³) - (a 5 giri) - km/h 97,098
Giro più veloce: Giovanni Rocco - Maserati 6 CM monoposto (1493 cm³) - 2'35"3/5 - km/h 121,696 (poiché il circuito utilizzato in questa occasione, di km 5,260, sarà successivamente modificato, la prestazione di Giovanni Rocco rimarrà imbattuta)

## 1938
- 1938 (22 maggio / XXIX edizione / Palermo, circuito all'interno del Parco della Favorita / km 5,720 × 30 giri / km 171,600)

1º Giovanni Rocco - Maserati 6 CM monoposto (1493 cm³) - 1h30'04"3/5 - km/h 114,302 (poiché il circuito utilizzato in questa occasione, di km 5,720, sarà successivamente modificato, la prestazione di Giovanni Rocco rimarrà imbattuta)
2º Raphael Béthenod de Las Casas[*] - Maserati 6 CM monoposto (1493 cm³) - 1h32'15" - km/h 111,609
[*] Il pilota corre sotto lo pseudonimo di "Raph"
3º Luigi Villoresi - Maserati 6 CM monoposto (1493 cm³) - 1h34'09"2/5 - km/h 109,349
Giro più veloce: Aldo Marazza - Maserati 6 CM monoposto (1493 cm³) - 2'52" - km/h 119,720 (poiché il circuito utilizzato in questa occasione, di km 5,720, sarà successivamente modificato, la prestazione di Aldo Marazza rimarrà imbattuta)

## 1939
- 1939 (14 maggio / XXX edizione / Palermo, circuito all'interno del Parco della Favorita / km 5,700 × 40 giri / km 228,000)

1º Luigi Villoresi - Maserati 6 CM monoposto (1493 cm³) - 1h40'15"2/5 - km/h 136,449
2º Piero Taruffi - Maserati 6 CM monoposto (1493 cm³) - 1h42'05"4/5 - km/h 133,990
3º Guido Franco Barbieri - Maserati 6 CM monoposto (1493 cm³) - 1h45'56"2/5 - km/h 129,129
Giro più veloce: Luigi Villoresi - Maserati 6 CM monoposto (1493 cm³) - 2'24"3/5 - km/h 141,908

## 1940
- 1940 (23 maggio / XXXI edizione / Palermo, circuito all'interno del Parco della Favorita / km 5,700 × 40 giri / km 228,000)

1º Luigi Villoresi - Maserati 4 CL monoposto (1491 cm³) - 1h36'08"3/5 - km/h 142,287 (nuova media record sulla distanza; resterà la migliore prestazione sulla distanza, sul circuito all'interno del Parco della Favorita di km 5,700)
2º Franco Cortese - Maserati 4 CL monoposto (1491 cm³) - 1h37'23"3/5 - km/h 140,461
3º Giovanni Rocco - Maserati 4 CL monoposto (1491 cm³) - 1h37'40" - km/h 140,068
Giro più veloce: Luigi Villoresi - Maserati 4 CL monoposto (1491 cm³) - 2'19"2/5 - km/h 147,202 (nuovo record sul giro; resterà la migliore prestazione sul giro per il circuito all'interno del Parco della Favorita di km 5,700)
- 1941: Corsa non indetta a causa della seconda guerra mondiale
- 1942: Corsa non indetta a causa della seconda guerra mondiale
- 1943: Corsa non indetta a causa della seconda guerra mondiale
- 1944: Corsa non indetta a causa della seconda guerra mondiale
- 1945: Corsa non indetta a causa della seconda guerra mondiale
- 1946: Corsa non disputata
- 1947: Corsa non disputata

## 1948
- 1948 (3 e 4 aprile / XXXII edizione / 8º Giro di Sicilia / km 1080,000 non frazionati)

1º Clemente Biondetti/Igor Troubetzkoy - Ferrari 166 S spyder Allemano (1995 cm³) - 12h10'00" - km/h 88,767
2º Piero Taruffi/Domenico Rabbia - Cisitalia 202 coupé - (1089 cm³) - 12h26'14"2/5 - km/h 86,835
3º Adolfo Macchieraldo/Antonio Savio - Cisitalia 202 coupé (1089 cm³) - 12h30'51"2/5 - km/h 86,301

## 1949
- 1949 (19 e 20 marzo / XXXIII edizione / 9º Giro di Sicilia / km 1080,000 non frazionati)

1º Clemente Biondetti/Aldo Benedetti - Ferrari 166 MM (1995 cm³)- 13h15'09"3/5 - km/h 81,493
2º Franco Rol/Vincenzo Richiero - Alfa Romeo 6C2500 speciale competizione coupé (2443 cm³) - 13h17'58"1/5 - km/h 81,206
3º Giovanni Rocco/Placido Prete - AMP 2500 spyder (2443 cm³) - 13h33'10" - km/h 79,688

## 1950
- 1950 (2 aprile / XXXIV edizione / 10º Giro di Sicilia / km 1080,000 non frazionati)

1º Mario Bornigia/Franco Bornigia - Alfa Romeo 6c2500 speciale competizione coupé (2443 cm³) - 12h26'33" - km/h 86,799
2º Inico Bernabei/Tullio Pacini - Ferrari 166 MM spyder Touring (1995 cm³) - 12h38'01" - km/h 85,486
3º Stefano La Motta/Gino Alterio - Ferrari 166 S coupé Allemano (1995 cm³) - 12h53'05" - km/h 83,820

## 1951
- 1951 (9 settembre / XXXV edizione / Piccolo circuito Madonie / km 72,000 × 8 giri / km 576,000)

1º Franco Cortese - Frazer Nash Le Mans, spyder (1971 cm³) - 7h31'04"4/5 - km/h 76,616
2º Franco Cornacchia/Giovanni Bracco[*] - Ferrari 212 Export (2562 cm³) - 7h34'10"1/5 - km/h 76,094
[*] Al termine del 4º giro, Franco Cornacchia cede la guida della sua Ferrari 212 a Giovanni Bracco (il quale era stato costretto all'abbandono al termine del 2º giro con la sua Ferrari 340)
3º Inico Bernabei/Tullio Pacini - Maserati A6GCS spyder (1979 cm³) - 8h12'23"3/5 - km/h 70,187
Giro più veloce: Giovanni Bracco - Ferrari 212 Export (2562 cm³) - 52'24"2/5 - km/h 82,432 (nuovo record sul giro)

## 1952
- 1952 (29 giugno / XXXVI edizione / Piccolo circuito Madonie / km 72,000 × 8 giri / km 576,000)

1º Felice Bonetto - Lancia Aurelia B20 speciale coupé 2000 (1991 cm³) - 7h11'52" - km/h 80,024 (nuova media record sulla distanza)
2º Luigi Valenzano - Lancia Aurelia B20 speciale coupé 2000 (1991 cm³) - 7h14'32"1/5 - km/h 79,532
3º Enrico Anselmi - Lancia Aurelia B20 speciale coupé 2000 (1991 cm³) - 7h24'00"2/5 - km/h 77,836
Giro più veloce: Giulio Cabianca - Osca MT4 1350 (1342 cm³) - 51'17"2/5 - km/h 84,226 (nuovo record sul giro)

## 1953
- 1953 (14 maggio / XXXVII edizione / Piccolo circuito Madonie / km 72,000 × 8 giri / Kkm 576,000)

1º Umberto Maglioli - Lancia D20 3000 coupé competizione (2962 cm³) - 7h08'35"4/5 - km/h 80,635 (nuova media record sulla distanza)
2º Emilio Giletti - Maserati A6GCS/53 2000 spyder (1986 cm³) - 7h10'15" - km/h 80,325
3º Sergio Mantovani/Juan Manuel Fangio[*] - Maserati A6GCS/53 2000 spyder (1986 cm³) - 7h13'43" - km/h 79,683
[*] Al termine del 4º giro, Sergio Mantovani cede la guida della sua Maserati a Juan Manuel Fangio
Giro più veloce: Piero Taruffi - Lancia D20 3000 competizione coupé (2962 cm³) - 49'37" - km/h 87,067 (nuovo record sul giro; Piero Taruffi è il primo pilota ad infrangere il "muro" dei 50' sul giro)

## 1954
- 1954 (30 maggio / XXXVIII edizione / Piccolo circuito Madonie / km 72,000 × 8 giri / km 576,000)

1º Piero Taruffi - Lancia D24 3300 Carrera spyder (3284 cm³) - 6h24'18" - km/h 89,929 (nuova media record sulla distanza)
2º Luigi Musso - Maserati A6GCS/53 2000 spyder (1986 cm³) - 6h31'51" - km/h 88,197
3º Roberto Piodi - Lancia Aurelia B 20 2500 speciale coupé Pininfarina (2451 cm³) - 6h55'11"1/5 - km/h 83,239
Giro più veloce: Eugenio Castellotti - Lancia D24 3300 Carrera spyder (3284 cm³) - 46'23"3/5 - km/h 93,116 (nuovo record sul giro)

## 1955
- 1955 (16 ottobre / XXXIX edizione / Piccolo circuito Madonie / km 72,000 × 13 giri / km 936,000 / Gara valida quale sesta ed ultima prova del Campionato Internazionale Marche Vetture Sport)

1º Stirling Moss/Peter Collins - Mercedes-Benz 300 SLR spyder (2982 cm³) - 9h43'14" - km/h 96,290 (nuova media record sulla distanza)
2º Juan Manuel Fangio/Karl Kling - Mercedes-Benz 300 SLR spyder (2982 cm³) - 9h47'55"2/5 - km/h 95,522
3º Eugenio Castellotti/Robert Manzon - Ferrari 857 S spyder(3432 cm³) - 9h53'20"4/5 - km/h 94,649
Giro più veloce: Stirling Moss - Mercedes-Benz 300 SLR spyder (2982 cm³) - 43'07"2/5 - km/h 100,178 (nuovo record sul giro; Stirling Moss è il primo pilota ad ottenere una media sul giro superiore ai 100 km all'ora ed a scendere sotto il "muro" dei 45')

## 1956
- 1956 (10 giugno / XL edizione / Piccolo circuito Madonie / km 72,000 × 10 giri / km 720,000)

1º Umberto Maglioli[*] - Porsche 550A RS 1500 spyder (1498 cm³) - 7h54'52"3/5 - km/h 90,970
[*] Umberto Maglioli è iscritto assieme a Fritz Huschke Von Hanstein, tuttavia porta a termine la corsa senza cedere la guida al coequiper
2º Giulio Cabianca/Luigi Villoresi[**] - Osca MT4 1350 (1342 cm³) - km 699,921 nel tempo del vincitore - km/h 88,434
[**] In un primo momento, la vettura viene squalificata per una sostituzione di pilota ritenuta irregolare: successivamente, accolto il reclamo della Casa costruttrice,  l'equipaggio è reinserito in classifica
3º Piero Taruffi - Maserati 300 S spyder (2993 cm³) - km 697,582 nel tempo del vincitore - km/h 88,138
Giro più veloce: Eugenio Castellotti - Ferrari 860 spyder (3432 cm³) - 44'54" - km/h 96,213

## 1957
- 1957 (24 novembre / XLI edizione / Piccolo circuito Madonie / km 72,000 × 5 giri / km 360,000 di regolarità)

1º Fabio Colonna - Fiat 600 berlina (633 cm³) - Penalità 1,4
2º Piero Taruffi - Lancia Appia Prima serie berlina (1089 cm³) - Penalità 2,2
3º Mario Costantini - Lancia Appia Seconda serie coupé Zagato (1089 cm³) - Penalità 2,4

## 1958
- 1958 (11 maggio) / XLII edizione / Piccolo circuito Madonie / km 72,000 × 14 giri / km 1008,000 (Gara valida quale prova del Campionato Mondiale Marche Vetture Sport)

1º Luigi Musso/Olivier Gendebien - Ferrari 250 Testa Rossa syder (2953 cm³) - 10h37'58"1/10 - km/h 94,800
2º Jean Behra/Giorgio Scarlatti - Porsche 718 RSK 1500 (1498 cm³)- 10h43'37"9/10 - km/h 93,966
3º Wolfgang Von Trips/Mike Hawthorn/Phil Hill - FFerrari 250 Testa Rossa spyder (2953 cm³) - 10h44'29"3/10 - km/h 93,841
Giro più veloce: Stirling Moss - Aston Martin DBR1 spyder (2991 cm³) - 42'17"5/10 - km/h 102,147 (nuovo record sul giro)

## 1959
- 1959 (24 maggio / XLIII edizione / Piccolo circuito Madonie / km 72,000 × 14 giri / km 1008,000 / Gara valida quale seconda prova del Campionato Mondiale Marche Vetture Sport)

1º Edgar Barth/Wolfgang Seidel - Porsche 718 RSK 1500 spyder (1498 cm³) - 11h02'21"4/5 - km/h 91,309
2º Herbert Linge/Eberhard Mahle/Paul Ernest Strahle[*] - Porsche 550 RS 1500 spyder (1498 cm³) - 11h22'20"4/5 - km/h 88,635
[*] Alcune fonti indicano al :2º posto l'equipaggio Linge/Scagliarini
3º Frits Huschke Von Hanstein/Antonio Pucci - Porsche 356 A Carrera Gran Turismo 1600 coupé (1587 cm³) - 11h31'44"2/5 - km/h 87,431
Giro più veloce: Joakim Bonnier - Porsche 718 RSK 1700 spyder (1680 cm³) - 43'11"3/5 - km/h 100,015

## 1960
- 1960 (8 maggio / XLIV edizione / Piccolo circuito Madonie / km 72,000 × 10 giri / km 720,000 / Gara valida quale terza prova del Campionato Mondiale Marche Vetture Sport)

1º Joakim Bonnier/Hans Herrmann - Porsche 718 RS60 1700 spyder (1680 cm³) - 7h33'08"2/5 - km/h 95,335
2º Wolfgang Von Trips/Phil Hill - Ferrari 246 SP spyder (2710 cm³) - 7h39'11" - km/h 94,080
3º Olivier Gendebien/Hans Herrmann - Porsche 718 RS60 1700 spyder (1680 cm³) - 7h41'46" - km/h 93,553
Giro più veloce: Joakim Bonnier - Porsche 718 RS60 1700 spyder (1680 cm³) - 42'26" - km/h 101,806

## 1961
- 1961 (30 aprile / XLV edizione / Piccolo circuito Madonie / km 72,000 × 10 giri / km 720,000 / Gara valida quale seconda prova del Campionato Mondiale Marche Vetture Sport)

1º Wolfgang Von Trips/Olivier Gendebien - Ferrari 246 SP spyder (2417 cm³) - 6h57'39"2/5 - km/h 103,434 (nuova media record sulla distanza)
2º Joakim Bonnier/Daniel Gurney - Porsche 718 RS61 2000 spyder (1968 cm³) - 7h02'03"1/5 - km/h 102,356
3º Hans Herrmann/Edgar Barth - Porsche 718 RS61 1700 spyder (1680 cm³) - 7h14'14" [*] - km/h 99,485
[*] Alcune fonti indicano il tempo di 7h04'14", cui corrisponderebbero km/h 101,830
Giro più veloce: Olivier Gendebien - Ferrari 246 SP spyder - 40'03"2/5 - km/h 107,847 (nuovo record sul giro)

## 1962
- 1962 (6 maggio / XLVI edizione / Piccolo circuito Madonie / km 72,000 × 10 giri / km 720,000 / Gara valida quale prova del Campionato Internazionale Marche Vetture Gran Turismo nonché del Campionato Internazionale Vetture Sport denominato “Coppe C.S.I. Sport")

1º Willy Mairesse/Ricardo Rodriguez/Olivier Gendebien - Ferrari 246 SP spyder (2417 cm³) – 7h02'56” 3/5 – km/h 102,141
2º Giancarlo Baghetti/Lorenzo Bandini – Ferrari Dino 196 SP spyder (1984 cm³) – 7h14'24” 4/5 – km/h 99,444
3º Nino Vaccarella/Joakim Bonnier – Porsche 718 RS61 2000 coupé (1982 cm³) – 7h17'20” – km/h 98,780
Giro più veloce: Willy Mairesse – Ferrari 246 SP spyder (2417 cm³) – 40'00” 3/5 – km/h 107,973 (nuovo record sul giro)

## 1963
- 1963 (5 maggio / XLVII edizione / Piccolo circuito Madonie / km 72,000 × 10 giri / km 720,000 / Gara valida quale prova del Campionato Internazionale Marche Vetture Gran Turismo nonché del Trofeo Internazionale Prototipi)

1º Joakim Bonnier/Carlo Mario Abate - Porsche 718 RS61 2000 coupé (1982 cm³) – 6h55'45” 1/5 – km/h 103,907 (nuova media record sulla distanza)
2º Lorenzo Bandini/Ludovico Scarfiotti/Willy Mairesse – Ferrari Dino 196 SP spyder (1984 cm³) – 6h55'57” – km/h 103,858
3º Hedgar Barth/Herbert Linge – Porsche 356 B Carrera GS Gran Turismo 2000 coupé (1966 cm³) – 7h25'19” 4/5 – km/h 97,006
Giro più veloce: Mike Parkes – Ferrari 250 P spyder (2953 cm³) – 40'04” 4/5 – km/h 107,784

## 1964
- 1964 (26 aprile / XLVIII edizione / Piccolo circuito Madonie / km 72,000 × 10 giri / km 720,000 / Gara valida quale prova del Campionato Internazionale Marche Vetture Gran Turismo nonché del Trofeo Internazionale Prototipi)

1º Colin Davis/Antonio Pucci (pilota) - Porsche 904 GTS Gran Turismo coupé (1966 cm³) – 7h10'53” 3/5 – km/h 100,256
2º Gianni Balzarini/Herbert Linge – Porsche 904 GTS Gran Turismo coupé (1966 cm³) – 7h23'15” 3/5 – km/h 97,459
3º Roberto Bussinello/Nino Todaro – Alfa Romeo Giulia TZ1 coupé Zagato (1570 cm³) – 7h27'07” – km/h 96,619
Giro più veloce: Colin Davis – Porsche 904 GTS Gran Turismo coupé (1966 cm³) – 41'10” 4/5 – km/h 104,905

## 1965
- 1965 (9 maggio / XLIX edizione / Piccolo circuito Madonie / km 72,000 × 10 giri / km 720,000 / Gara valida quale prova del Campionato Internazionale Marche Vetture Gran Turismo nonché del Trofeo Internazionale Prototipi di Gran Turismo)

1º Nino Vaccarella/Lorenzo Bandini - Ferrari 275 P 2 spyder (3285 cm³) – 7h01'12” 2/5 – kmg 102,562
2º Colin Davis/Gerhard Mitter – Porsche 904/8 spyder (1982 cm³) – 7h05'34” – km/h 101,511
3º Herbert Linge/Umberto Maglioli – Porsche 904/6 coupé (1991 cm³) – 7h06'58” – km/h 101,178
Giro più veloce: Nino Vaccarella – Ferrari 275 P2 spyder (3285 cm³) – 39'21” – km/h 109,783 (nuovo record sul giro; per la prima volta viene infranto il “muro” dei 40')

## 1966
- 1966 (8 maggio / Cinquantesima edizione / Piccolo circuito Madonie / km 72,000 × 10 giri / km 720,000 / Gara valida quale prova del Campionato Internazionale Marche Vetture Sport nonché del Trofeo Internazionale Vetture Prototipi)

1º Willy Mairesse/Herbert Müller -  Porsche Carrera 6/906 (1991 cm³) – 7h16'32” 3/5 – km/h 98,959
2º Giancarlo Baghetti/Jean Guichet – Ferrari Dino 206 S (1987 cm³) – 7h25'02” 1/5 – km/h 97,070
3º Vincenzo Arena/Antonio Pucci – Porsche Carrera 6/906 (1991 cm³) – 7h34'08” – km/h 95,126
Giro più veloce: Gerhard Mitter – Porsche Carrera 6/906 (1991 cm³) – 40'19” – km/h 107,151

## 1967
- 1967 (14 maggio / LI edizione / Piccolo circuito Madonie / km 72,000 × 10 giri / km 720,000 / Gara valida quale prova del Campionato Internazionale Marche Vetture Sport nonché del Trofeo Internazionale Costruttori Prototipi)

1º Paul Hawkins/Rolf Stommelen - Porsche Carrera 10-910/8 coupé (2195 cm³) – 6h37'01” – km/h 108,811 (nuova media record sulla distanza)
2º Giampiero Biscaldi/Leo Cella – Porsche Carrera 10-910/6 coupé (1991 cm³) – 6h37'48” 4/5 – km/h 108,593
3º Vic Elford/Jochen Neerpasch – Porsche Carrera 10-910/6 coupé (1991 cm³) – 6h41'03” 4/5 – km/h 107,713
Giro più veloce: Herbert Müller – Ferrari 330 P3/412 P (3967 cm³) – 37'09” – km/h 116,285 (nuovo record sul giro)

## 1968
- 1968 (5 maggio / LII edizione / Piccolo circuito Madonie / km 72,000 × 10 giri / km 720,000 / Gara valida quale prova del Campionato Internazionale Marche nonché della Coppa Internazionale Vetture Gran Turismo)

1º Vic Elford/Umberto Maglioli - Porsche 907/8 Sport Prototipo (2195 cm³) – 6h28'47” 9/10 – km/h 111,111 (nuova media record sulla distanza)
2º Ignazio Giunti/Giovanni Galli[*] – Alfa Romeo 33/2-2000 Sport Prototipo (1995 cm³) – 6h31'30” 7/10 – km/h 110,341
[*] Giovanni Galli corre sotto lo pseudonimo di “Nanni” (talvolta "Nanni Galli")
3º Lucien Bianchi/Mario Casoni – Alfa Romeo 33/2-2000 Sport Prototipo (1995 cm³) – 6h37'55” 1/10 – km/h 108,564
Giro più veloce: Vic Elford – Porsche 907/8 Sport Prototipo (2195 cm³) – 36'02” 3/10 – km/h 119,872 (nuovo record sul giro; infranto il “muro” dei 37')

## 1969
- 1969 (4 maggio / LIII edizione / Piccolo circuito Madonie / km 72,000 × 10 giri / km 720,000 / Gara valida quale prova del Campionato Internazionale Marche)

1º Gerhard Mitter/Udo Schütz - Porsche 908/2 Sport Prototipo spyder (2997 cm³) – 6h07'45” 3/10 – km/h 117,469 (nuova media record sulla distanza)
2º Vic Elford/Umberto Maglioli – Porsche 908/2 Sport Prototipo spyder (2997 cm³) – 6h10'34” 1/10 – km/h 116,577
3º Hans Herrmann/Rolf Stommelen – Porsche 908/2 Sport Prototipo spyder (2997 cm³) – 6h21'26” 7/10 – km/h 113,253
Giro più veloce: Vic Elford – Porsche 908/2 Sport Prototipo spyder (2997 cm³) – 35'08” 2/10 – km/h 122,948 (nuovo record sul giro; infranto il “muro” dei 36')

## 1970
- 1970 (3 maggio / LIV edizione / Piccolo circuito Madonie / km 72,000 × 11 giri / km 792,000 / Gara valida quale prova del Campionato Internazionale Marche)

1º Jo Siffert/Brian Redman - Porsche 908/3 Sport Prototipo spyder (2997 cm³) – 6h35'30” – km/h 120,151 (nuova media record sulla distanza)
2º Leo Kinnunen/Pedro Rodríguez – Porsche 908/3 Sport Prototipo spyder (2997 cm³) – 6h37'12” 5/10 – km/h 119,634
3º Ignazio Giunti/Nino Vaccarella – Ferrari 512 S Sport (4993 cm³) – 6h39'05” 2/10 – km/h 119,071
Giro più veloce: Leo Kinnunen – Porsche 908/3 Sport Prototipo spyder (2997 cm³) – 33'36” – km/h 128,571 (nuovo record sul giro; per dovere di cronaca non si può sottacere che questa eccezionale prestazione è stata sempre “contestata” o per meglio dire considerata frutto di un errore di cronometraggio che avrebbe attribuito un tempo inferiore alla realtà di 1 minuto primo; sempre per la cronaca, il secondo miglior tempo sul giro – che diventerebbe il primo nel caso in cui davvero vi fosse stato l'errore di cronometraggio – era appannaggio di Nino Vaccarella con la Ferrari 512 S Sport, in 33'58” 1/10, media km/h 127,177)

## 1971

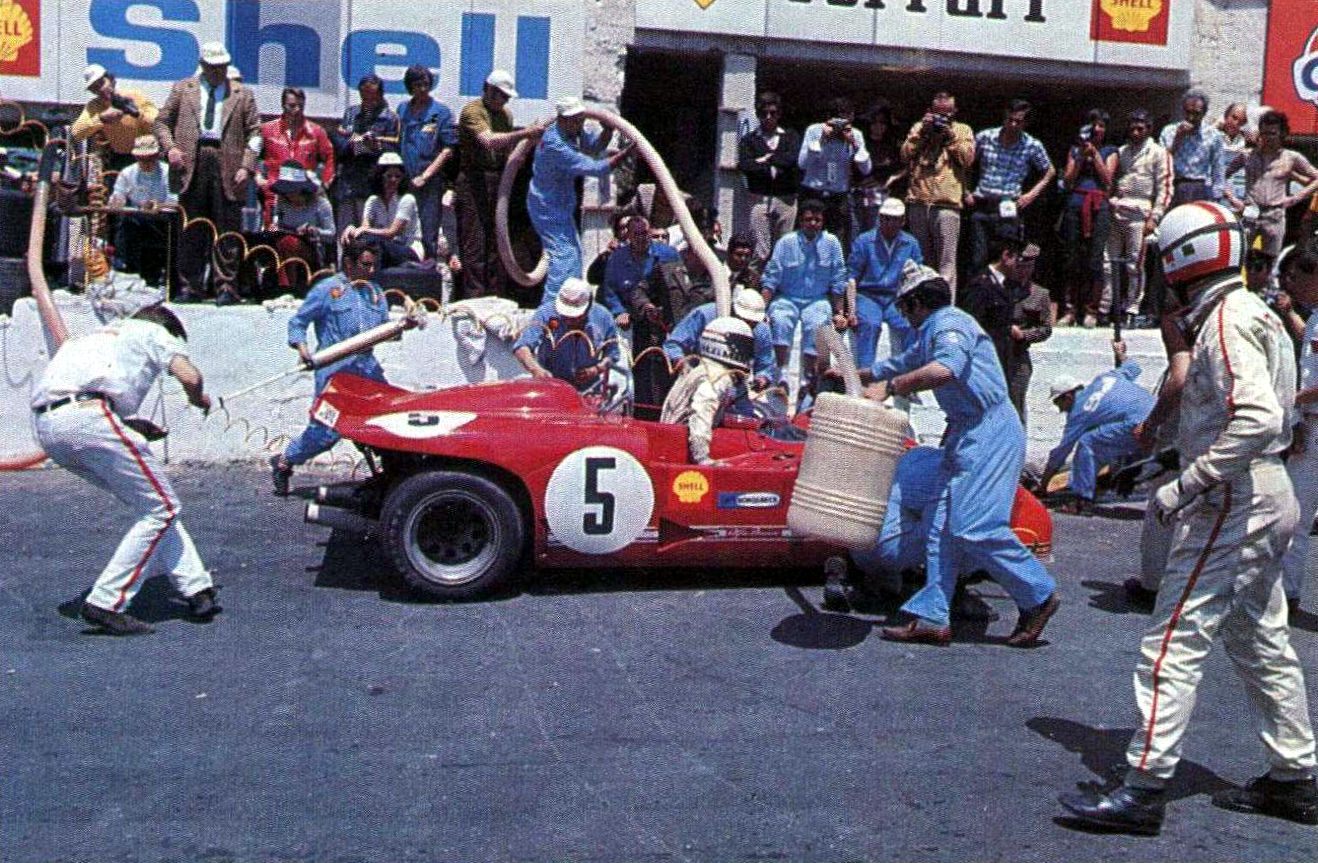
L'Alfa Romeo 33/3 di Nino Vaccarella e Toine Hezemans impegnata in un pit stop durante la vittoriosa edizione del 1971

- 1971 (16 maggio / LV edizione / Piccolo circuito Madonie / km 72,000 × 11 giri / km 792,000 / Gara valida quale prova del Campionato Internazionale Marche)

1º Nino Vaccarella/Toine Hezemans - Alfa Romeo 33/3 Sport Prototipo spyder (2993 cm³) – 6h35'46” 2/10 – km/h 120,069
2º Andrea De Adamich/Gijs Van Lennep – Alfa Romeo 33/3 Sport Prototipo spyder (2993 cm³) – 6h36'57” 9/10 – km/h 119,708
3º Richard Attwood/Joakim Bonnier – Lola-Ford Cosworth T212 Sport Prototipo spyder (1790 cm³) – 7h00'05” 2/10 – km/h 113,119
Giro più veloce: Vic Elford – Porsche 908/3 Sport Prototipo spyder (2997 cm³) – 33'45” 6/10 – km/h 127,962

## 1972
- 1972 (21 maggio / LVI Targa Florio / Piccolo circuito Madonie / km 72,000 × 11 giri / km 792,000 / Gara valida quale prova del Campionato Mondiale Marche Vetture Sport nonché della Coppa Internazionale Vetture Gran Turismo)

1º Arturo Merzario/Sandro Munari - Ferrari 312 PB (2991 cm³) – 6h27'48” – km/h 122,537 (nuova media record sulla distanza; resterà la migliore prestazione sulla distanza, sul Piccolo circuito delle Madonie di km 72,000)
2º Helmut Marko/Giovanni Galli[*] – Alfa Romeo 33 TT 3 spyder (2993 cm³) – 6h28'04” 9/10 – km/h 122,448
[*] Giovanni Galli corre sotto lo pseudonimo di “Nanni” (talvolta "Nanni Galli")
3º Andrea De Adamich/Antoine Hezemans – Alfa Romeo 33 TT 3 spyder (2993 cm³) – 6h46'12” 2/10 – km/h 116,985
Giro più veloce: Helmut Marko – Alfa Romeo 33 TT 3 spyder (2993 cm³) – 33'41” – km/h 128,253

## 1973
- 1973 (13 maggio / LVII edizione / Piccolo circuito Madonie / km 72,000 × 11 giri / km 792,000 / Gara valida quale prova del Campionato Mondiale Marche Vetture Sport nonché della Coppa Internazionale Vetture Gran Turismo)

1º Herbert Müller/Gijs Van Lennep - Porsche 911 Carrera RSR 3000 coupé (2993 cm³) - 6h54'19"9/10 - km/h 114,690
2º Jean-Claude Andruet/Sandro Munari - Lancia Stratos coupé (2418 cm³)- 7h00'30"5/10 - km/h 113,006
3º Claude Haldi/Leo Kinnunen - Porsche 911 Carrera RSR 3000 coupé (2993 cm³) - 7h12'42"5/10 - km/h 109,819
Giro più veloce: Rolf Stommelen - Alfa Romeo 33TT12 spyder (2995 cm³) - 34'13"1/10 - km/h 126,248

## 1974

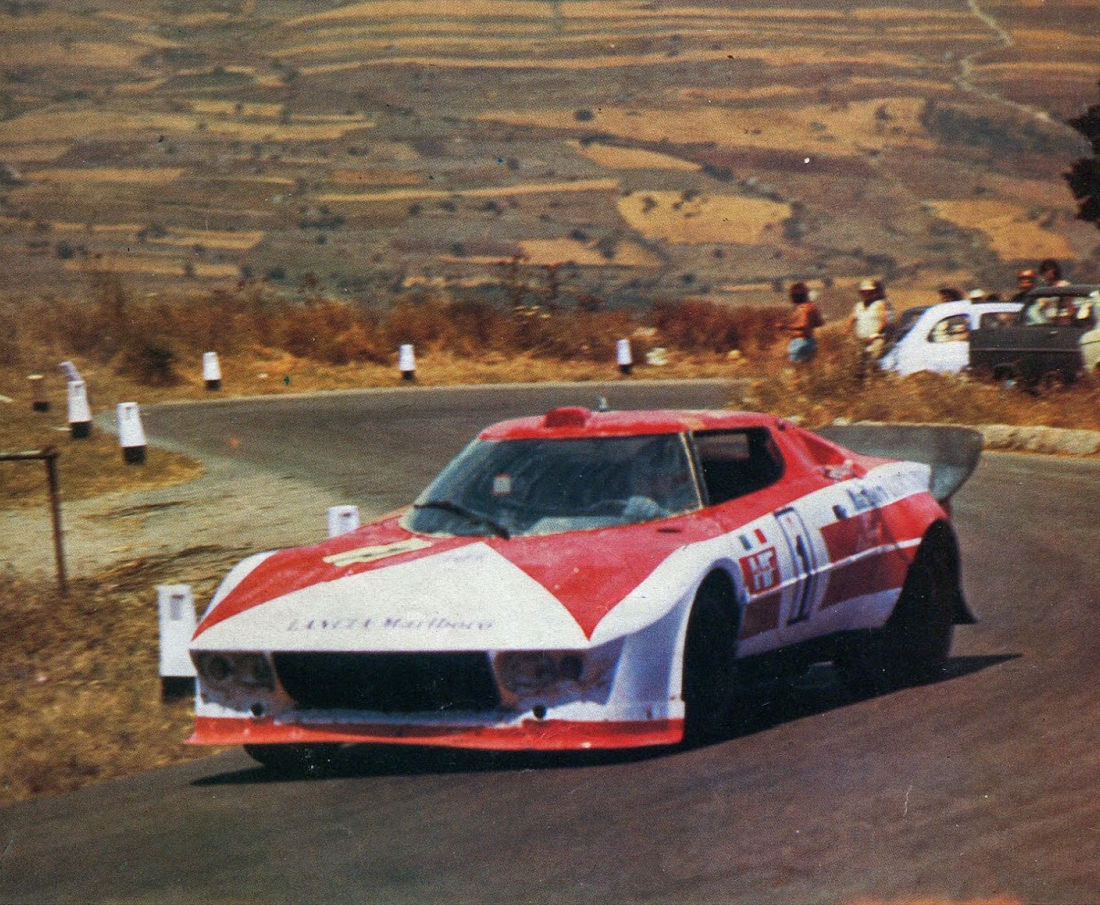
La Lancia Stratos HF 2.4 V6 di Gérard Larrousse e Amilcare Ballestrieri, impegnata sul piccolo circuito delle Madonie nella vittoriosa edizione 1974.

- 1974 (9 giugno / LVIII edizione / Piccolo circuito Madonie / km 72,000 × 7 giri / km 504,000)

1º Gérard Larrousse/Amilcare Ballestrieri - Lancia Stratos coupé (2418 cm³)- 4h35'02"6/10 - km/h 109,946
2º Raffaele Restivo/Alfonso Merendino[*] - Porsche Carrera 911 RSR coupé (2993 cm³) - 4h37'57"6/10 - km/h 108,792
[*] Il pilota Alfonso Merendino correva sotto lo pseudonimo di "Apache"
3º Giovanni Boeris/Achille Soria - Abarth-Osella PA2 2000 spyder (1981 cm³) - 4h40'17"8/10 - km/h 107,885
Giro più veloce: Giorgio Pianta - Lola-Ford Cosworth T284 3000 spyder - 37'36"2/10 - km/h 114,883

## 1975
- 1975 (20 luglio / LIX edizione / Piccolo circuito Madonie / km 72,000 × 8 giri / km 576,000)

1º Nino Vaccarella/Arturo Merzario - Alfa Romeo 33TT12 spyder (2995 cm³) - 4h59'18"7/10 - km/h 115,464
2º Armando Floridia/Eugenio Renna[*] - Chevron-Ford Cosworth B26 2000 spyder - 5h18'47"4/10 - km/h 108,409
[*] Il pilota Eugenio Renna correva sotto lo pseudonimo di "Amphicar"
3º Raffaele Restivo/Alfonso Merendino[*] - Porsche Carrera 911 RSR coupé (2993 cm³) - 5h21'08"1/10  - km/h 107,618
[*] Il pilota Alfonso Merendino correva sotto lo pseudonimo di "Apache"
Giro più veloce: Nino Vaccarella - Alfa Romeo 33TT12 spyder (2995 cm³) - 35'44" - km/h 120,895

## 1976
- 1976 (16 maggio / LX edizione / Piccolo circuito Madonie / km 72,000 × 8 giri / km 576,000)

1º Armando Floridia/Eugenio Renna[*] - Osella-Bmw PA4 2000 spyder - 5h48'46"4/10 - km/h 99,090
[*]Il pilota Eugenio Renna correva sotto lo pseudonimo di "Amphicar"
2º Carlo Facetti/Gianfranco Ricci -  Lancia Stratos coupé (2418 cm³)- 5h50'23"9/10 - km/h 98,630
3º Franco Bernabei/Alfonso Merendino[*] - Porsche Carrera RSR 3000 coupé (2993 cm³) - 6h00'57" - km/h 95,747
[*] Il pilota Alfonso Merendino correva sotto lo pseudonimo di "Apache"
Giro più veloce: Eugenio Renna - Osella-Bmw PA4 2000 spyder - 37'24"6/10 - km/h 115,477

## 1977
- 1977 (15 maggio / LXI - ed ultima - edizione / Piccolo circuito Madonie / km 72,000 × 8 giri / km 576,000 / La corsa è stata fermata al 4º giro a seguito di un gravissimo incidente, quindi la distanza è stata ridotta a km 288,000)

1º Raffaele Restivo/Alfonso Merendino[*] - Chevron-Bmw B36 2000 spyder - 2h41'17" - km/h 107,140
[*] Il pilota Alfonso Merendino correva sotto lo pseudonimo di "Apache"
2º Pasquale Anastasio/Marco De Bartoli - Osella-DFV PA4 1300 spyder - 2h42'50"4/10 - km/h 106,116
3º Giorgio Pianta/Giorgio Schon - Osella-Bmw PA5 2000 spyder - 2h42'56"1/10 - km/h 106,054
Giro più veloce: Eugenio Renna[*] - Osella-Bmw PA5 2000 spyder - 37'06" - km/h 116,442
[*] Il pilota Eugenio Renna correva sotto lo pseudonimo di "Amphicar"